# Дактиль
Да́ктиль (др.-греч. δάκτυλος «палец») — трёхдольный размер античной метрики из одного долгого и двух следующих за ним кратких слогов; в силлабо-тоническом стихосложении ему соответствует стопа из одного ударного слога и двух безударных за ним.
Примеры:

Ту́чки небе́сные, ве́чные стра́нники
— М. Ю. Лермонтов, «Тучи»

Вы́рыта да́ктилем я́ма глубо́кая
— мнемоническая фраза для запоминания размера
Наиболее употребительные размеры русского силлабо-тонического дактиля — двухстопный (в XVIII веке), четырёх- и трёхстопный (с XIX века).
Название происходит от греч. δάκτυλος — «палец». Палец состоит из трёх фаланг, первая из которых длинней остальных. Подобно этому дактилическая стопа состоит из трёх слогов, из которых первый ударный, а остальные безударные.
Популярная в 1920-е годы «рабочая теория происхождения ритма» связывала дактиль с ударными метрами, в частности с метром ударов молота.
По свидетельству Ирины Одоевцевой, поэт Николай Гумилев для запоминания трехстопных размеров придумал «свою систему, основанную на именах поэтов: дактиль — удар на первой стопе — Анна Ахма́това, анапест — удар на третьей стопе — Никола́й Гумилёв, амфибрахий — удар на второй стопе — Гео́ргий Ива́нов».
Другие трёхсложные размеры
- Амфибрахий
- Анапест